# Пузыревский, Антон Михайлович
Антон Михайлович Пузыревский (14 апреля 1908, д. Ново-Сокольничи, Могилёвская губерния,  Российская империя — 1 ноября 1972, Ростов-на-Дону, СССР) — советский военачальник, полковник (1944).

## Биография
Родился 14 апреля 1908 в деревне  Ново-Сокольничи, (ныне д. Сокольничи, Кричевский район, Могилёвская область, Белоруссия). Белорус. До службы в армии  работал подручным сталевара на заводе им. Г. И. Петровского в Днепропетровске.

### Военная служба

#### Межвоенные годы
В сентябре 1930 года добровольно поступил в Киевскую военную школу связи им. М. И. Калинина. Член ВКП(б) с 1932 года. После окончания обучения в ноябре 1933 года направлен командиром взвода в отдельный батальон связи 32-й стрелковой дивизии в городе Саратов. Затем с дивизией убыл на Дальний Восток в состав ОКДВА (ст. Раздольное Дальневосточной ж. д.). Здесь Пузыревский проходил службу в должностях командира взвода, политрука роты, ответственного секретаря бюро ВКП(б). В ноябре 1938 года был направлен на учебу в Военно-политическую академию РККА им. В. И. Ленина. В период Советско-финляндской войны 1939-1940 гг. старший политрук  Пузыревский был командирован в действующую армию на Северо-Западный фронт, где воевал в должности военного комиссара отдела связи штаба 9-й армии. Находясь в районе Юнтусранты, с командой бойцов 14-го ДЭПа и батальона охраны, по заданию Военного совета армии лично ходил в разведку на Суомуссалми, на ночные повреждения линий связи по рокаде Ахола — Юнтусранта — Войница. При организации связи в северном направлении лично вылетал на самолете для организации связи с группой комдива П. А. Артемьева, вместе с комиссаром войск связи армии сумел обеспечить прочную связь со всеми частями, а также с окруженной дивизией. После окончания боевых действий продолжил учебу в академии.

#### Великая Отечественная война
С началом  войны батальонный комиссар  Пузыревский в октябре 1941 года был выпущен из академии и назначен военкомом 845-го стрелкового полка 303-й стрелковой дивизии, которая в это время вела бои на Западном фронте в составе 24-й армии. В ноябре вступил в должность военкома 37-й отдельной курсантской стрелковой бригады. Сформировал ее в САВО и 22 ноября убыл с ней на Западный фронт в 5-ю армию. Участвовал с ней в битве под Москвой. 23 декабря в боях под Рузой был тяжело ранен. С 15 января 1942 года бригада вела боевые действия во 2-м гвардейском стрелковом корпусе 3-й ударной армии Северо-Западного, затем Калининского фронтов, участвовала в Торопецко-Холмской наступательной операции. В марте 1942 года старший батальонный комиссар  Пузыревский был переведен военкомом 26-й отдельной курсантской стрелковой бригады. С 24 сентября назначен на строевую должность заместителя командира по строевой части 31-й отдельной курсантской стрелковой бригады Калининского фронта, а через месяц вступил в командование этой бригадой. 
С 7 ноября 1942 года  по июнь 1943 года находился на учебе в Высшей военной академии им. К. Е. Ворошилова. После окончании ее ускоренного курса направлен в распоряжение Военного совета Центрального фронта, где был назначен заместителем командира 170-й стрелковой дивизии. В составе 42-го стрелкового корпуса 48-й армии дивизия участвовала в Курской битве, Орловской и Черниговско-Припятской наступательных операциях. С 20 октября дивизия в составе 48-й армии Белорусского фронта успешно действовала в битве за Днепр и Гомельско-Речицкой наступательной операции. За отличия в боях при освобождении города Речица ей было присвоено наименование «Речицкая» (18.11.1943). В феврале 1944 года части дивизии принимали участие в Рогачевско-Жлобинской наступательной операции. Затем до 21 сентября они вели боевые действия на 1-м Белорусском фронте, находясь в составе 48, 50-й и 3-й армий. Летом 1944 года дивизия принимала участие в Белорусской наступательной операции. В ходе ее с 25 июня  Пузыревский временно исполнял должность командира дивизии. За образцовое выполнение боевых заданий командования при прорыве сильно укрепленной обороны немцев, прикрывающей бобруйское направление, дивизия была награждена орденом Суворова 2-й ст. (02.07.1944). В ходе дальнейшего наступления 22 июля полковник  Пузыревский был тяжело ранен. В течение июля — августа находился на лечении в госпитале, затем состоял в распоряжении ГУК НКО. В конце августа 1944 года был назначен начальником штаба 30-й учебной стрелковой Ивановской дивизии МВО.

#### Послевоенное время
После войны продолжал служить в прежней должности. 17 апреля 1946 года уволен в запас по болезни. Работал контролером в Северо-Кавказском территориальном управлении Министерства материальных резервов СССР. Приказом главкома Сухопутных войск от 5 июня 1947 года по личному ходатайству вновь был определен в кадры Вооруженных сил и назначен военным комиссаром Пролетарского района Ростова-на-Дону. 20 января 1955 года полковник Пузыревский уволен в запас.

## Награды
- два ордена Красного Знамени (20.07.1944[4],  19.11.1951[5])
- орден Отечественной войны I степени (16.12.1943)[6]
- орден Красной Звезды (06.11.1945)[7][5]
  - медали в том числе:
  - две  «За боевые заслуги» (21.05.1940[8], 30.04.1945[9][5])
  - «За оборону Москвы» (1944)[10]
  - «За победу над Германией в Великой Отечественной войне 1941—1945 гг.» (17.09.1945)[11]